# 茂朱郡
茂朱郡（：／ Muju gun */?），是大韓民國全北特別自治道東部的一個郡，分別與忠清南道、慶尚北道和慶尚南道相連。面積631.8平方公里，2005年人口25,169人。下分1邑、5面。
當地由於屬小白山脈的德裕山迎接從黃海吹來的濕氣，成為韓國最南的滑雪勝地之一。1997年冬季世界大學生運動會在這裡的茂朱渡假村舉行。當地亦以螢火蟲景觀而著名。

## 歷史
原來分屬弁辰和馬韓地區，後來各自改隸新羅和百濟。1414年由茂豐與朱溪兩地合併而成。

## 交通
有中部高速公路。